# Christian Bergman
Pour les articles homonymes, voir Bergman.
Christian Stanford Bergman (né le 4 mai 1988 à Glendale, Californie, États-Unis) est un lanceur droitier des Ligues majeures de baseball qui a joué pour les Rockies du Colorado puis les Mariners de Seattle.

## Carrière
Joueur à l'université de Californie à Irvine, Christian Bergman est repêché au 24e tour de sélection en 2010 par les Rockies du Colorado. Il fait ses débuts dans le baseball majeur comme lanceur partant des Rockies face aux Braves d'Atlanta le 9 juin 2014. En 10 départs pour Colorado à sa première saison, il remet une moyenne de points mérités de 5,93 en 54 manches et deux tiers lancées, avec 3 victoires et 5 défaites.